# Naomi Campbell

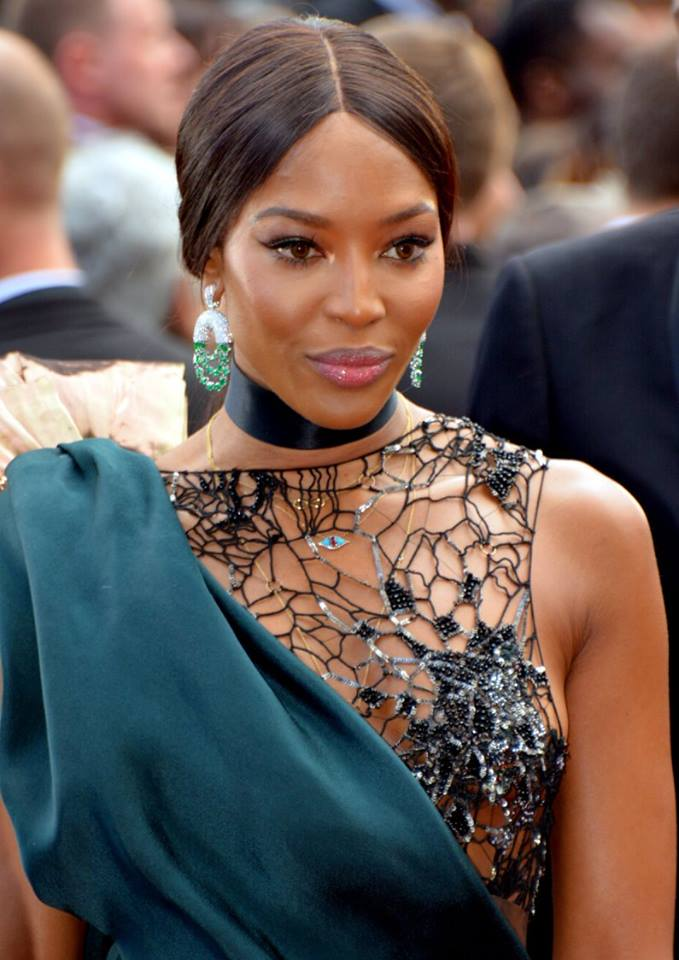
Naomi Campbell bei den Filmfestspielen in Cannes 2018

Naomi Elaine Campbell (* 22. Mai 1970 in Lambeth, London) ist ein britisches Supermodel und Schauspielerin.

## Biografie

### Erste Jahre
Naomi Campbell wurde als Tochter der jamaikanischen Balletttänzerin Valerie Campbell (geb. Morris) geboren. Die Identität ihres jamaikanisch-chinesischen Vaters, den sie nie kennenlernte, wird von der Mutter nicht benannt. Ihren ersten öffentlichen Auftritt hatte sie 1978 mit sieben Jahren in einem Musikvideo von Bob Marley für dessen Song Is This Love?. Die Schule brach sie ohne Abschluss ab und begann mit vierzehn Jahren eine Ausbildung an der Londoner Schauspielschule Italia Conti Academy of Theatre Arts. Sie besuchte die London Academy of Performing Arts.

### 1980er Jahre
1985 wurde Campbell von Beth Boldt, einer Agentin der Frauenzeitschrift Elle, im Londoner Covent Garden entdeckt. Daraufhin wurde sie von der Modelagentur Synchro Models unter Vertrag genommen.
1986 hatte Campbell ihre ersten Fotoaufnahmen für die britische Ausgabe der Elle. Im Jahr 1987 wurde sie von dem englischen Fotografen Terence Donovan gemeinsam mit dem gerade erst entdeckten somalischen Model Waris Dirie für den Pirelli-Kalender fotografiert. Der Durchbruch als Fotomodell gelang ihr 1988, als sie das erste schwarze Model auf den Covern der französischen Vogue und des US-amerikanischen Nachrichtenmagazins TIME war. Seitdem zählt Campbell zu den berühmtesten und gefragtesten Models der Branche.

### 1990er Jahre

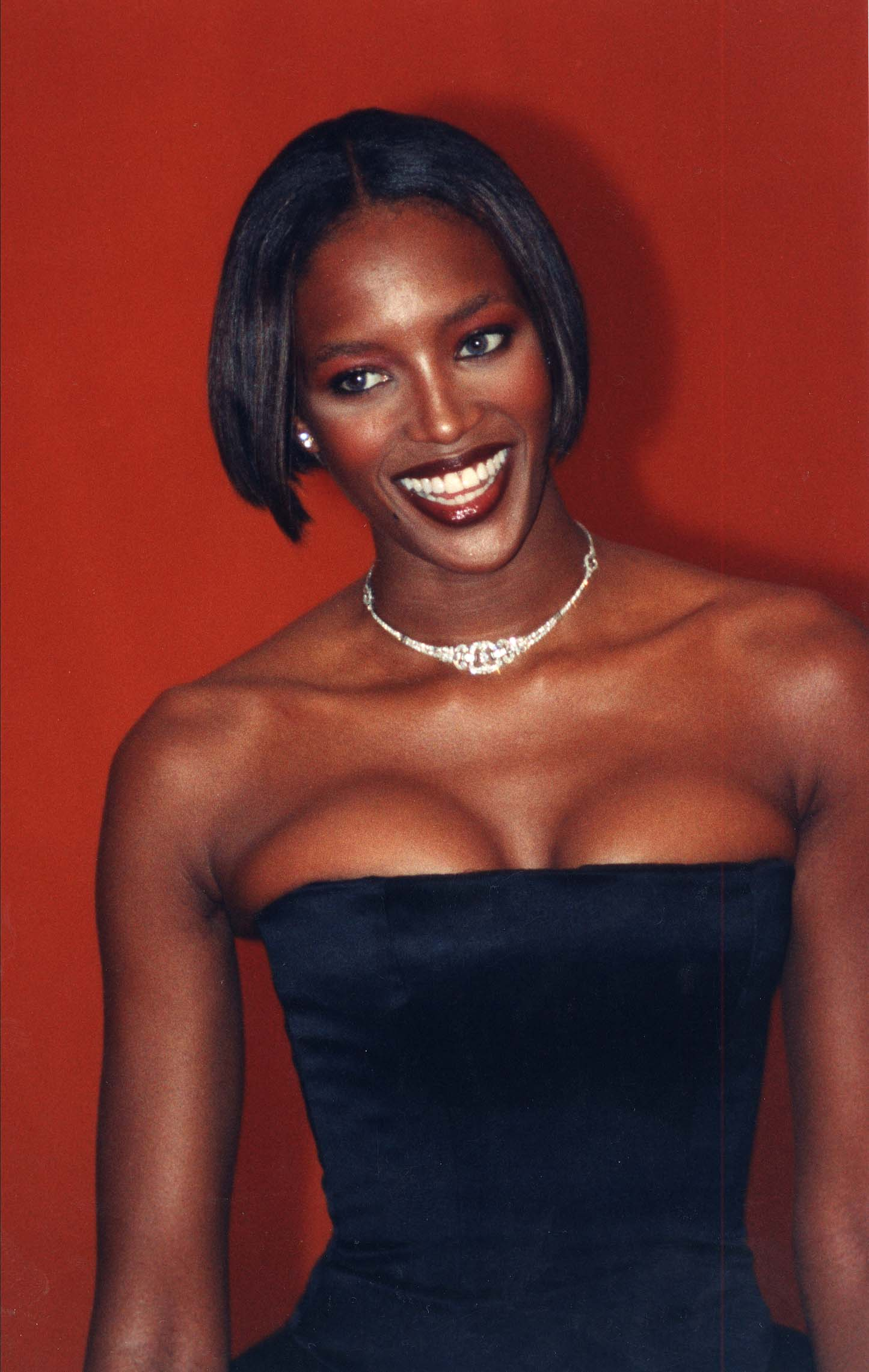
Naomi Campbell (1997)

1991 wurde sie vom People Magazine unter die 50 schönsten Menschen gewählt. 1999 posierte sie nackt für den Playboy. Campbell arbeitet seitdem mit den bekanntesten Fotografen zusammen, zu denen u. a. die deutsche Fotografin Ellen von Unwerth und der deutsche Starfotograf Peter Lindbergh zählen.
Neben ihrer Laufstegkarriere versuchte Campbell sich als Schauspielerin und Sängerin. Im Jahr 1995 erschien ihre erste CD mit dem Titel Baby Woman. Die CD wurde weltweit über eine Million Mal verkauft. Ihr La La La Love Song mit dem japanischen Sänger Kubota Toshinobu (久保田　利伸) schaffte es in Japan auf Platz 1 der Oricon-Charts.
Campbell trat in den Musikvideos Freedom von George Michael (zusammen mit weiteren Models wie Cindy Crawford, Christy Turlington, Tatjana Patitz und Linda Evangelista), Erotica von Madonna, In the Closet von Michael Jackson, Change Clothes von Jay-Z und auf der Single Cool as Ice von Vanilla Ice auf.
Im Jahr 1991 gab Campbell in dem Film Cool as Ice an der Seite von Vanilla Ice ihr Filmdebüt. Der Film war an den Kinokassen ein Flop und wurde von Kritikern negativ bewertet. Zwei Jahre später hatte sie in der Komödie The Night We Never Met an der Seite von Matthew Broderick eine kleinere Rolle als französische Käseverkäuferin. 1996 spielte sie in zwei Filmen mit: In dem Drama Girl 6 des US-amerikanischen Regisseurs Spike Lee war sie nur ganz kurz zu sehen. In dem Film Invasion of Privacy von Drehbuchautor Larry Cohen spielte sie ihre erste Hauptrolle. Im selben Jahr wirkte sie in der Dokumentation Catwalk mit.
1996 gründete sie gemeinsam mit fünf weiteren Topmodels (Cindy Crawford, Kate Moss, Elle Macpherson, Christy Turlington und Claudia Schiffer) das Fashion Café in New York City. Ein Jahr später erschien unter ihrem Namen ein Roman mit dem Titel Swan. Der Roman wurde zum Bestseller und sorgte für Schlagzeilen, da er von einer Ghostwriterin verfasst worden war und Campbell selbst kaum ein Wort geschrieben hatte. Im selben Jahr erschien ein Bildband mit dem Titel Naomi, der auch als Autobiografie gilt. Die Bilder wurden von den Fotografen Herb Ritts, Steven Meisel, Richard Avedon, Ellen von Unwerth und Peter Lindbergh ausgesucht.
Die Einkünfte aus dem Verkauf der beiden Bücher spendete Campbell der Wohltätigkeitsorganisation Red Cross Somalia Relief Fund. Sie setzt sich noch für weitere Organisationen ein, zu denen u. a. der Nelson Mandela Children Fund und der Fidel Castro Cuban Children Fund gehören. Wie viele andere Prominente auch unterstützt sie die Organisation UNESCO.

### 2000er Jahre

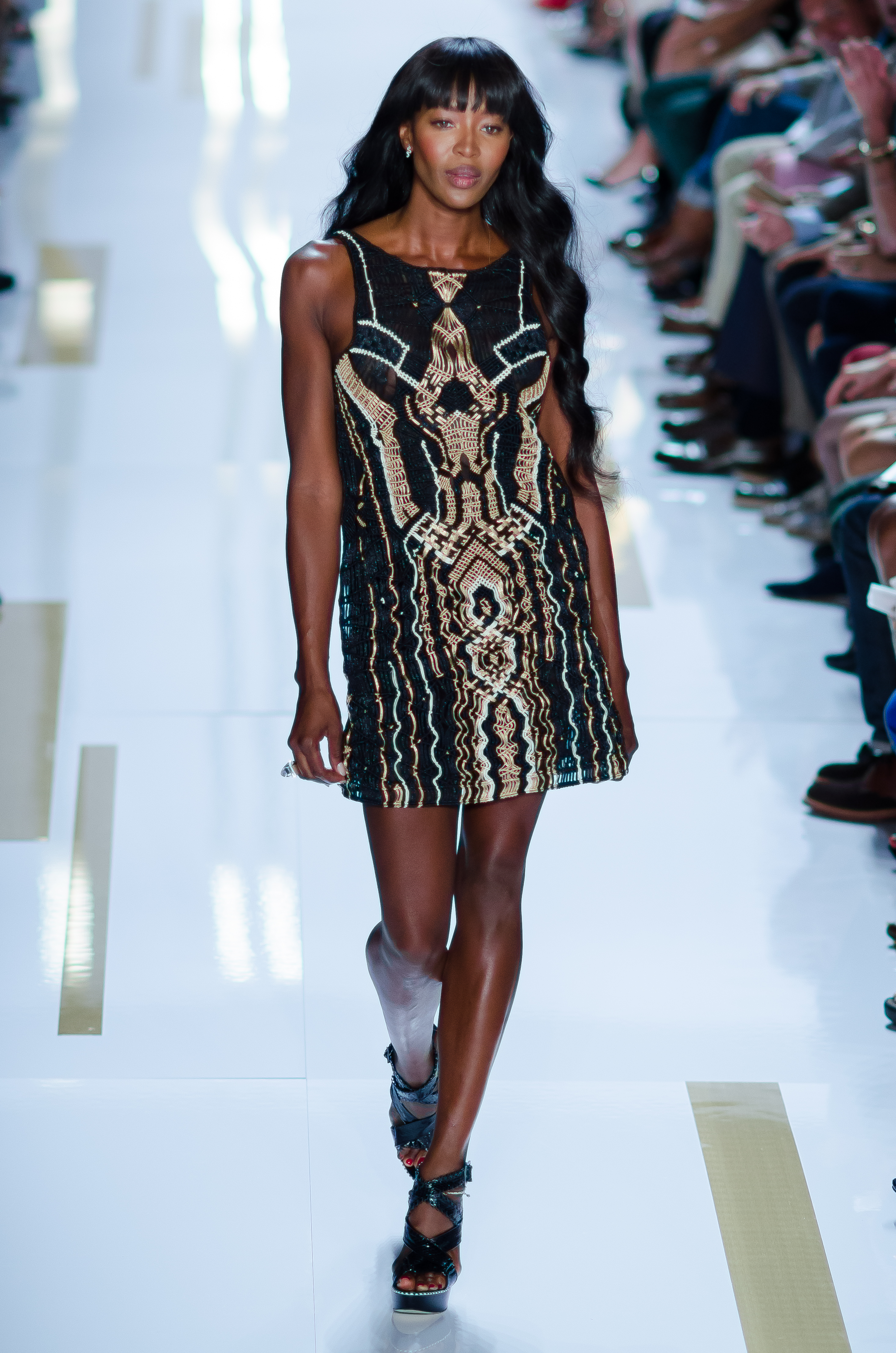
Naomi Campbell (2013)

Im Oktober 2007 stießen Campbells Baupläne für ein Sechs-Sterne-Hotel mit Casino im Badeort Malindi (Kenia) – das „Billionaire Resort“ – auf Kritik von Umweltschützern. Diese warnten, das Hotel würde durch Lärm und Licht die Schildkrötenbrut beeinträchtigen.
In den Jahren 2007 und 2008 geriet Campbell mit dem Gesetz in Konflikt. 2007 musste sie einen Strafdienst versehen, weil sie einem Hausmädchen ein Telefon an den Kopf geworfen hatte. 2008 verurteilte ein Londoner Gericht sie zu gemeinnütziger Arbeit, weil sie Polizisten am Flughafen Heathrow attackiert und das Kabinenpersonal beleidigt hatte.
Campbell brachte bis 2018 über 20 Parfüms auf den Markt, sie ist weiterhin als Model auf dem Laufsteg tätig. Im April 2016 kündigte sie die Fortsetzung ihrer Rolle in der Fernsehserie Empire an sowie die Veröffentlichung einer Retrospektive auf ihre Model-Karriere in Buchform. 2019 war Campbell Gastjurorin bei Germany’s Next Topmodel.
Campbell wurde im Mai 2021 Mutter einer Tochter und im Juni 2023 von einem Sohn.
Campbell war im Februar 2025 erneut Gastjurorin bei Germany’s Next Topmodel.

### Campbells Rolle im Prozess gegen Taylor
Im August 2010 sagte Campbell als Zeugin im Verfahren vor dem Sondergerichtshof für Sierra Leone in Den Haag gegen den ehemaligen Präsidenten von Liberia, Charles Taylor, zur Frage der Weitergabe sogenannter Blutdiamanten aus. Sie gab an, im September 1997 in Südafrika mehrere „schmutzig aussehende Steine“ geschenkt bekommen zu haben. Ob diese ihr von Taylor geschickt worden seien, könne sie aber nicht sagen. Campbell hatte eine Aussage in Den Haag zunächst abgelehnt, da sie um ihre Sicherheit und die ihrer Familie fürchtete. Das Gericht ordnete jedoch ihr Erscheinen unter Androhung von Zwangsmaßnahmen an. Campbells Aussagen deckten sich nicht mit den Angaben von Mia Farrow und Campbells ehemaliger Agentin Carol White, die ebenfalls vor dem Gericht aussagten. Danach soll Campbell gewusst haben, dass das Geschenk von Taylor gestammt habe. Farrow gab zudem an, es habe sich nicht um mehrere Rohdiamanten, sondern um einen großen Diamanten gehandelt.

### Spendenbetrug
Im Jahr 2024 untersagte die britische Behörde Charity Commission for England and Wales Campbell für eine Dauer von fünf Jahren, wohltätigen Organisationen in England und Wales vorzustehen. Campbell hatte zuvor Spendengelder zweckentfremdet, die an ihre eigene „Wohltätigkeitsorganisation“ Fashion for Relief überwiesen worden waren. So hatte Campbells Organisation eigenen Angaben zufolge von umgerechnet rund 5,8 Mio. Euro an erhaltenen Spendengeldern rund 4,6 Millionen für eigene Auslagen benutzt. Das Geld hatte sie und die Mitarbeiter ihrer Organisation für Aufenthalte in Luxushotels und Spa-Behandlungen verwendet. Zwei weitere Mitglieder von Fashion for Relief wurden für jeweils neun und vier Jahre von der Leitung von Wohltätigkeitsorganisationen ausgeschlossen. An sie waren hohen Summen der Spendengeldern geflossen, die als Beraterkosten deklariert worden waren. Zudem wurde keine Protokolle über Treffen und Entscheidungen geführt, wie für gemeinnützige Organisationen vorgeschrieben. Ein auferlegter Aktionsplan wurde ebenfalls nicht umgesetzt. Bereits während der laufenden Untersuchung hatte die Aufsichtsbehörde schon im März 2024 die weitere Arbeit der Wohltätigkeitsorganisation untersagt.
Im Jahr 2019 hatte Fashion Relief bei einer eigenen „Spendengala“ vorgegeben, mit Unicef zu kooperieren. Deswegen reichte das UN-Kinderhilfswerk drei Jahre später Beschwerde bei der Charity Commission ein. Diese Aufsichtsbehörde entschied, dass Campbell die Marke Unicef missbraucht hat. Ein Jahr zuvor war Campbell bei einer von der britischen Regierung organisierten Veranstaltung als Gesandte von Unicef vorgestellt worden. Unicef forderte eine Erklärung dessen,  da Campbell nie eine entsprechende Funktion bei Unicef hatte.

## Filmografie
| - 1991: Cool as Ice - 1993: Die Nacht mit meinem Traummann (The Night We Never Met) - 1994: Prêt-à-Porter - 1995: Miami Rhapsody - 1996: Catwalk - 1996: Girl 6 - 1996: Invasion of Privacy - 2004: Fat Slags - 2005: Go Go Tales - 2018: I Feel Pretty | - 1988: Die Bill Cosby Show (The Cosby Show, 2 Folgen) - 1990: Der Prinz von Bel-Air (The Fresh Prince of Bel-Air, Folge 1x10) - 1995: New York Undercover (6 Folgen) - 1996: Absolutely Fabulous (Folge 3x04) - 2002: Fastlane (Folge 1x20) - 2007: Ugly Betty (Folge 2x18) - 2015: Empire (8 Folgen) - 2015: American Horror Story (Folge 5x02, 5x03) - 2016–2019: Star |

## Diskografie

### Album
- 1994: Babywoman (Epic Records)

### EP
- 2015: Led By My Heart
- 2017: Days In Between

### Singles
- 1995: Love And Tears (Epic Records)
- 1996: Toshinobu Kubota, feat. Naomi Campbell: La La La Love Song (Sony Music Entertainment Japan)

## Auszeichnungen
- 2004: Women’s World Award – World Fashion Icon Award

## Veröffentlichungen
- Naomi Campbell, Allen Jones, Josh Baker: Naomi Campbell. Hardcover mit 4 Ausklappseiten, signiert von Naomi Campbell, 496 Seiten, 33 × 46,2 cm, mit Begleitband, 368 Seiten, in einem Multiple von Allen Jones. TASCHEN, Köln 2016, ISBN 978-3-8365-4911-0.